# Żółty szlak turystyczny Końskie – Serbinów
 Żółty szlak turystyczny Końskie – Serbinów – szlak turystyczny na terenie Gór Świętokrzyskich.

## Opis szlaku
Szlak rozpoczyna się w Końskich, przy dworcu PKP. Prowadzi przez wieś Izabelów do wsi Wąsosz, gdzie niegdyś się rozpoczynał, przy kościele parafialnym w przysiółku Stara Wieś. Następnie przechodzi doliną rzeki Krasnej, która uchodzi do Czarnej Koneckiej poniżej Starej Wsi. Na trasie szlaku w miejscowości Krasna znajduje się zabytkowy kościół z 1935 oraz leśniczówka z poł. XIX w. Począwszy od wsi Luta, trasa szlaku wiedzie przez tereny Suchedniowsko-Oblęgorskiego Parku Krajobrazowego. Szlak kończy się na przystanku PKS w Serbinowie.

## Przebieg szlaku
| Odległość | Atrakcje                                   | Punkt                 | Skrzyżowania szlaków          |
| --------- | ------------------------------------------ | --------------------- | ----------------------------- |
| 0,0 km    | dwór · park · kościół · cmentarz · zabytek | Końskie PKP           | Kuźniaki – Pogorzałe          |
| 2,5 km    |                                            | Izabelów              |                               |
| 4,2 km    |                                            | ścieżka edukacyjna    |                               |
| 8,1 km    | źródło                                     | źródełko Wąsosz       |                               |
| 9,0 km    |                                            | Wąsosz Nowiny         |                               |
| 10,5 km   |                                            | Wąsosz Stara Wieś PKS | rezerwat Diabla Góra – Łączna |
|           |                                            | dolina Krasnej        |                               |
| 20,6 km   |                                            | Krasna                |                               |
| 24,1 km   |                                            | Luta                  |                               |
| 28,7 km   |                                            | Szałas PKS            | rezerwat Diabla Góra – Łączna |
| 32,2 km   |                                            | Długojów              |                               |
| 36,0 km   |                                            | Rogowice PKS          |                               |
| 38,5 km   |                                            | Serbinów PKS          |                               |

## Galeria

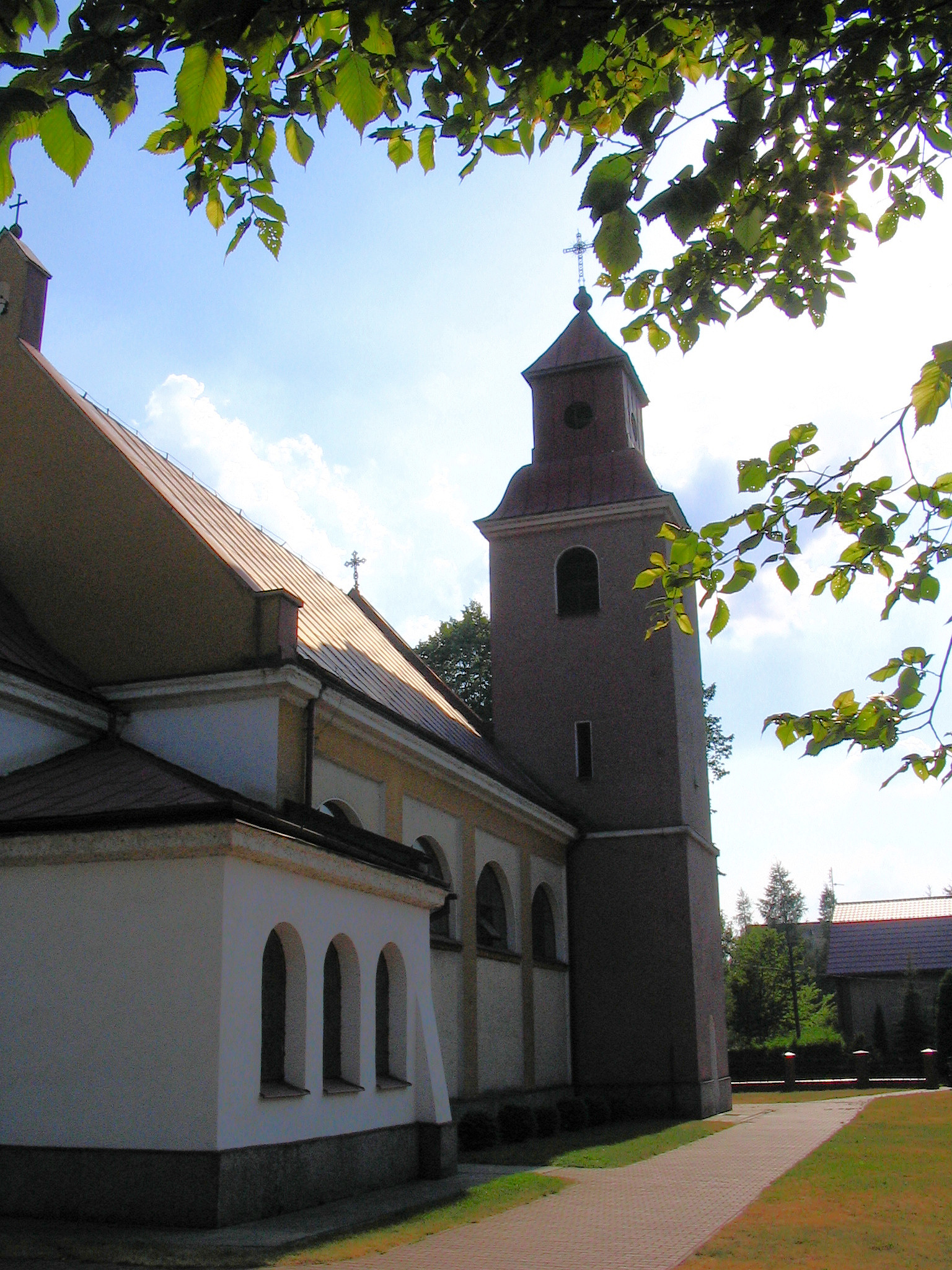
Kościół w Krasnej